# Фаунтейн 12
Фаунтейн 12 (англ. Fountain 12) — індіанська резервація в Канаді, у провінції Британська Колумбія, у межах регіонального округу Сквоміш-Лілует.

## Населення
За даними перепису 2016 року, індіанська резервація нараховувала 10 осіб, показавши скорочення на 33,3%, порівняно з 2011-м роком. Середня густина населення становила 33,7 осіб/км².

## Клімат
Середня річна температура становить 4,8°C, середня максимальна – 18,8°C, а середня мінімальна – -12,1°C. Середня річна кількість опадів – 461 мм.
| Клімат поселення                              | Клімат поселення | Клімат поселення | Клімат поселення | Клімат поселення | Клімат поселення | Клімат поселення | Клімат поселення | Клімат поселення | Клімат поселення | Клімат поселення | Клімат поселення | Клімат поселення | Клімат поселення |
| Показник                                      | Січ.             | Лют.             | Бер.             | Квіт.            | Трав.            | Черв.            | Лип.             | Серп.            | Вер.             | Жовт.            | Лист.            | Груд.            |                  |
| Середній максимум, °C                         | 0,54             | 3,21             | 6,54             | 10,67            | 14,88            | 18,70            | 18,58            | 18,76            | 14,35            | 8,73             | 2,07             | −2,23            |                  |
| Середня температура, °C                       | −5,76            | −3,1             | 0,23             | 4,37             | 8,57             | 12,40            | 15,31            | 15,50            | 11,08            | 5,47             | −1,19            | −5,5             |                  |
| Середній мінімум, °C                          | −12,07           | −9,41            | −6,07            | −1,94            | 2,26             | 6,09             | 12,07            | 12,24            | 7,83             | 2,23             | −4,44            | −8,74            |                  |
| Норма опадів, мм                              | 44               | 28               | 23               | 25               | 40               | 47               | 47               | 36               | 32               | 36               | 51               | 52               |                  |
| Середньомісячна швидкість вітру, м/с          | 2.15             | 2.27             | 2.59             | 2.83             | 2.63             | 2.52             | 2.33             | 2.14             | 2.06             | 2.29             | 2.33             | 2.20             |                  |
| Середньомісячна сонячна радіація, кДж/м²·день | 3320             | 6427             | 10892            | 15759            | 19260            | 20895            | 21809            | 18506            | 12995            | 7300             | 3570             | 2609             |                  |
| --------------------------------------------- | ---------------- | ---------------- | ---------------- | ---------------- | ---------------- | ---------------- | ---------------- | ---------------- | ---------------- | ---------------- | ---------------- | ---------------- | ---------------- |
| Джерело:                                      |                  |                  |                  |                  |                  |                  |                  |                  |                  |                  |                  |                  |                  |